# Otto Friedrich Bernhard von Linstow
Otto Friedrich Bernhard von Linstow (Itzehoe, 17 ottobre 1842 – Gottinga, 3 maggio 1916) è stato uno zoologo tedesco.
Von Linstow nacque a Itzehoe, a nord ovest di Amburgo. Conseguì il dottorato in medicina nel 1864 presso l'Università di Kiel e lavorò come medico militare a Hameln, più tardi a Gottingao. Pubblicò il suo libro Compendium der Helminthology nel 1878 a Hannover.

## Opere
- Compendium der helminthologie. Ein verzeichniss der bekannten helminthen, die frei oder in thierischen körpern leben, geordnet nach ihren wohnthieren, unter angabe der organe, in denen sie gefunden sind, und mit beifügung der litteraturquellen, (1878).
- "Report on the Entozoa collected by H.M.S. Challenger during the years 1873-76", (1880).
- Die Giftthiere und ihre Wirkung auf den Menschen : ein Handbuch für Mediciner, (1894).[1]
- Nemathelminthen, (1896).
- Nematoden aus der Berliner Zoologischen Sammlung, (1899).[2]